# معبد خونسو

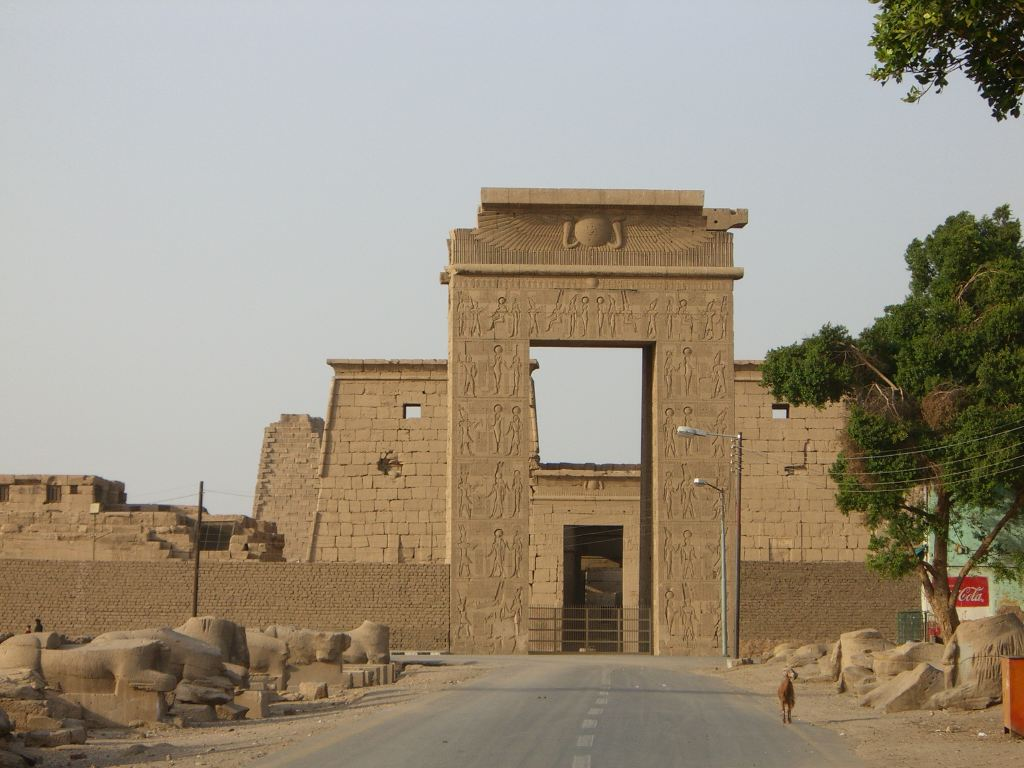
مدخل معبد خنسو (بوابة بطليموس الثالث)

معبد خونسو هو معبد مصري قديم . يقع داخل فناء آمون-رع الكبير بالكرنك، الأقصر، مصر. الصرح هو مثال لمعبد المملكة المصرية الحديثة ، وقد بناه رمسيس الثالث في الأصل في موقع معبد سابق. تقع بوابة هذا المعبد في نهاية طريق أبو الهول الذي يمتد إلى معبد الأقصر. في العصر البطلمي ، قام بطليموس الثالث ببناء بوابة كبيرة وجدار التطويق للمعبد. البوابة فقط هي التي تبقت إلي الآن. كانت النقوش داخل الفناء الأمامي للمعبد مصنوعة في زمن حريحور .
أقيم البهو المعمد من قبل نختنبو الأول وهو ليس كبير الحجم. تم العثور في الداخل على اثنين من قرود البابون التي يبدو أنها نحتت في زمن سيتي الأول. ربما كانت تنتمي إلى المبنى السابق على الموقع.
يمكن رؤية العديد من الكتل ذات الزخارف التي لا مثيل لها والمقلوبة ، مما يدل على كمية إعادة البناء وإعادة استخدام المواد من مجمعات المعبد المحيطة بها ، خاصة في العصر البطلمي .

## معرض الصور

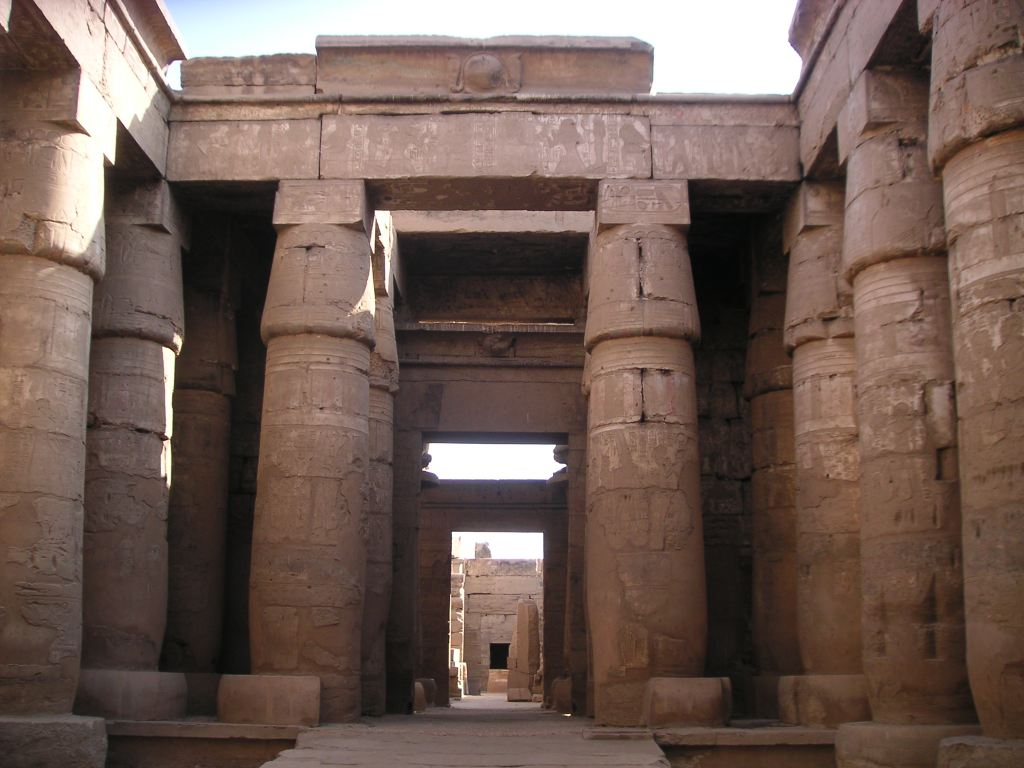
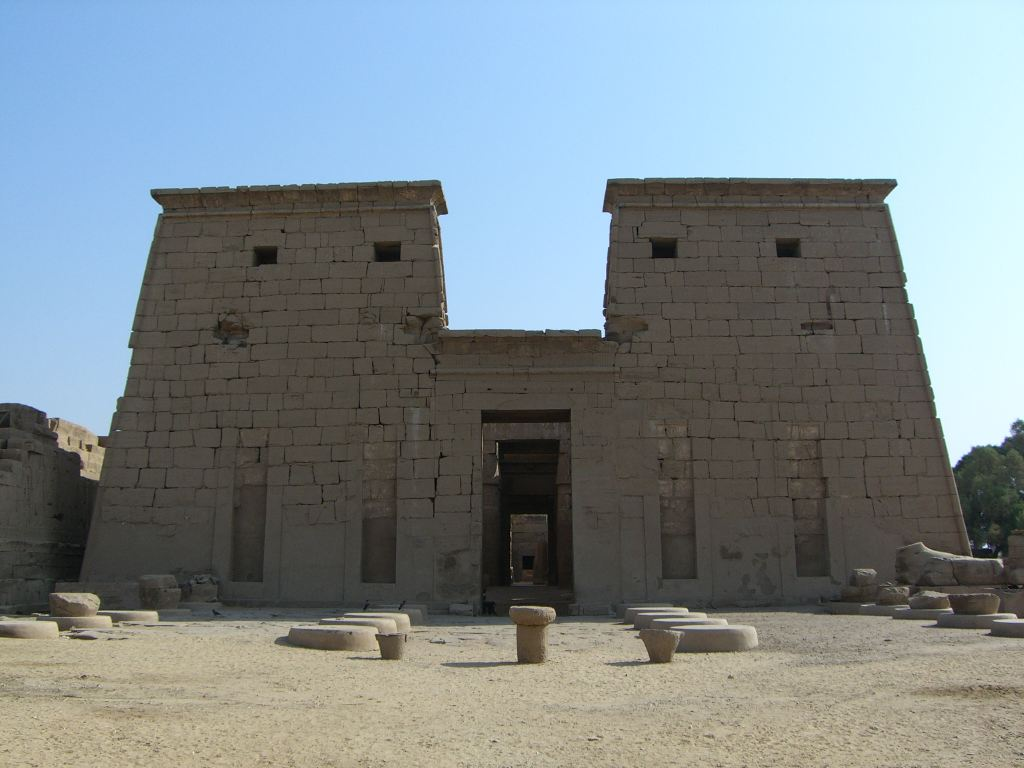
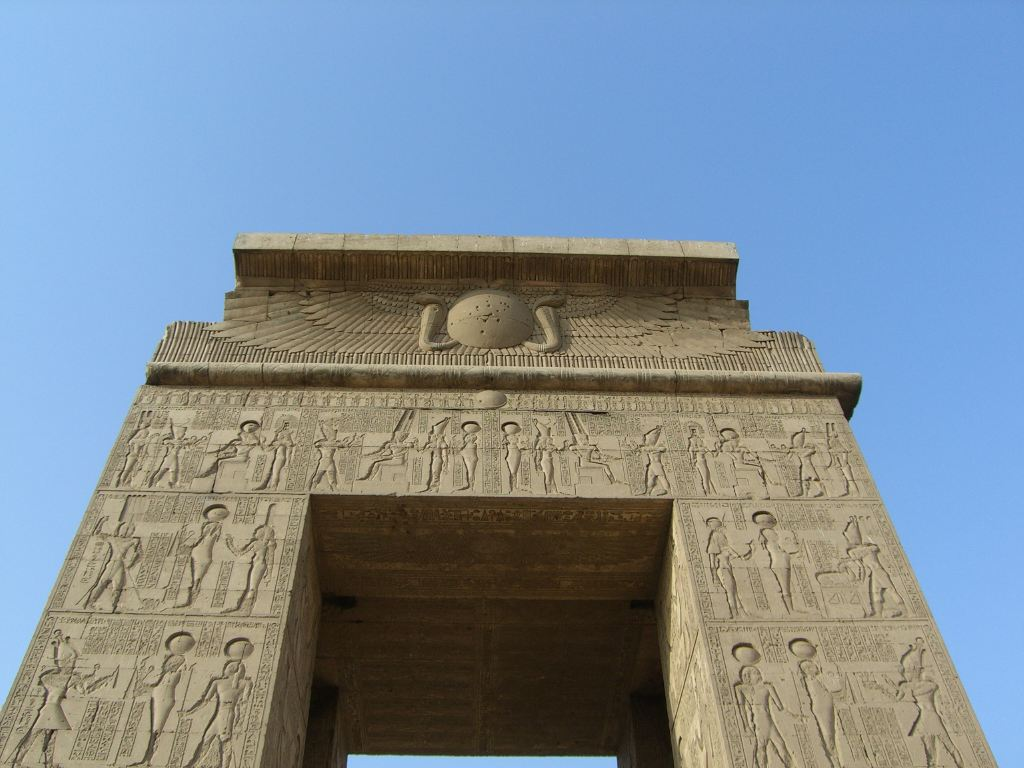
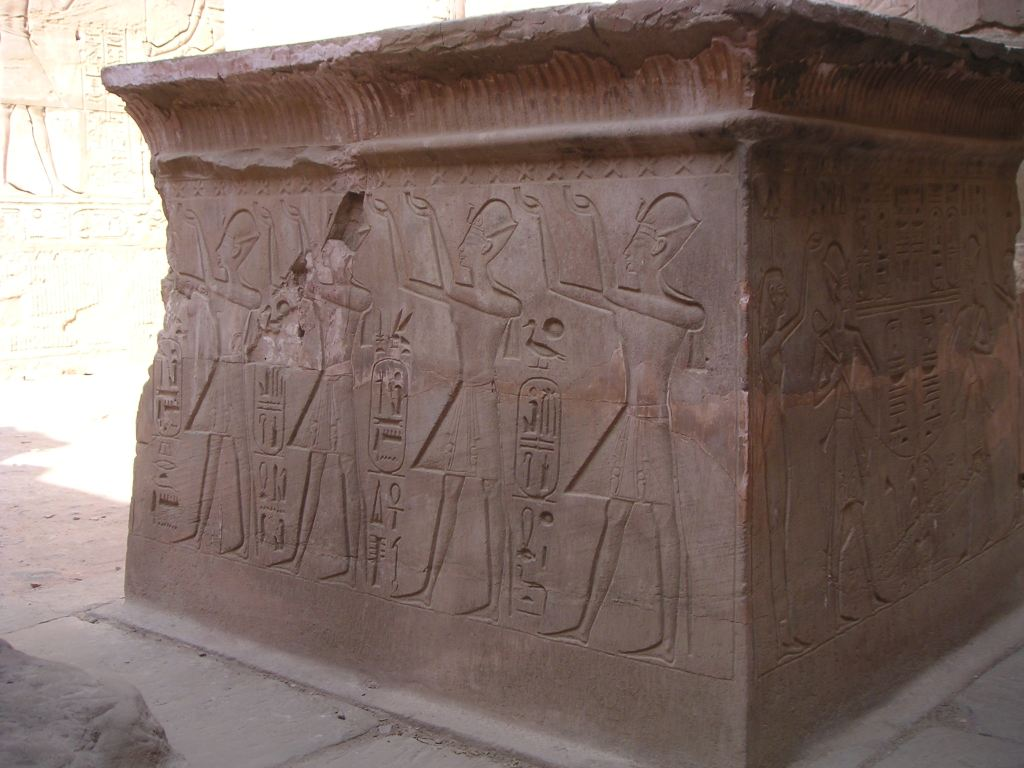
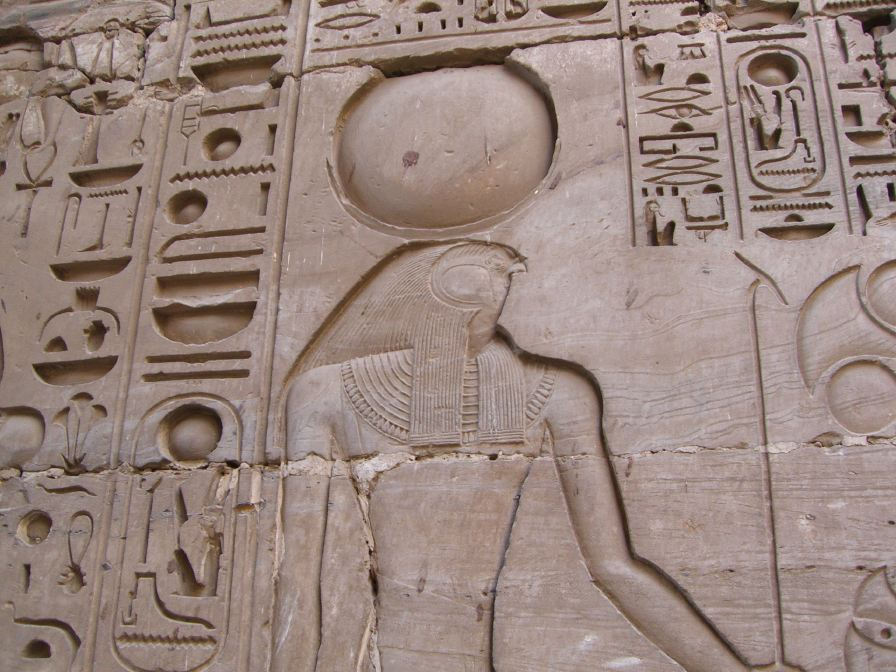
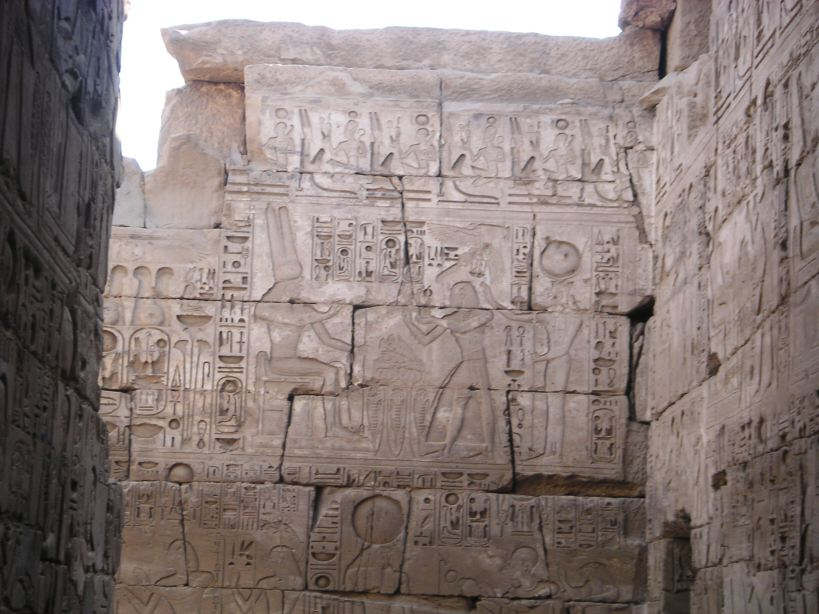
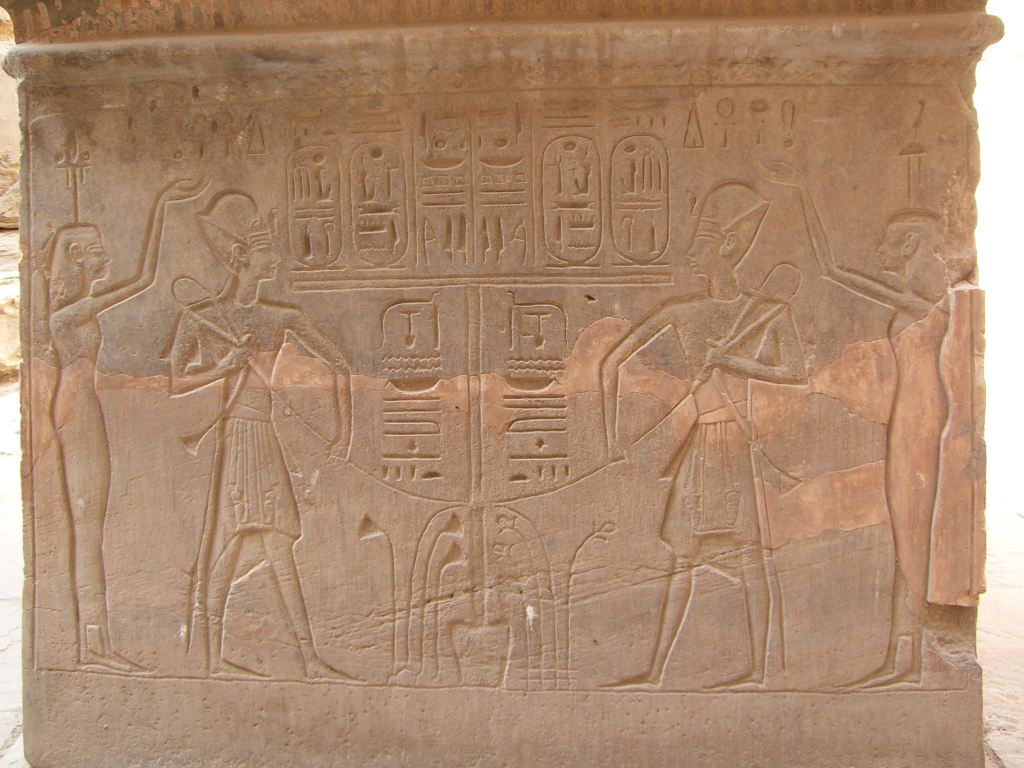
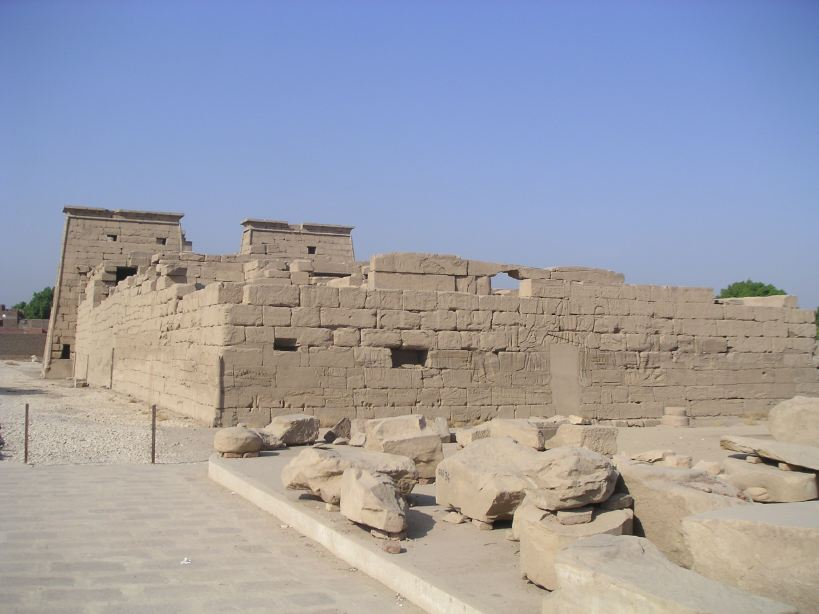